# 양양역
양양역(襄陽驛)은 강원도 양양군 양양읍에 있는 동해북부선의 철도역이었다. 현재는 한국 전쟁 당시의 폭격 관계로 흔적이 거의 남아 있지 않고, 현재 이 역이 있던 자리에는 석재공장이 들어서 있다.

## 연혁
- 1937년 12월 1일 : 보통역으로 영업 개시
- 1950년 6월 28일 : 한국 전쟁 폭격으로 영업중지
- 1953년 7월 31일 : 배치간이역으로 영업 재개
- 1967년 1월 1일 : 폐역
- 2027년 12월: 재개통 예정.